# Pseudopanurgus stigmalis
Pseudopanurgus stigmalis is een vliesvleugelig insect uit de familie Andrenidae. De wetenschappelijke naam van de soort is voor het eerst geldig gepubliceerd in 1907 door Swenk & Cockerell.